# Beylerbey
Beylerbey (del turco otomano Beylerbeyi o "Bey de Beys", que significa "comandante de comandantes" o "señor de señores"; originalmente Beglerbeg(i) en las antiguas lenguas túrquicas) es un título otomano y safávida usado por el rango más alto de la jerarquía de los administradores provinciales. En términos occidentales equivaldría a un gobernador general, con autoridad sobre otros gobernadores o pachás, y solo superado por el gran visir.
El rango fue usado, con varias variaciones de escritura diferente, para los gobernadores de grandes porciones del imperio —Anatolia o Rumelia— pero, siglos más tarde, el cargo fue devaluado para emplearlo con gobernadores de varios eyalatos.